# 3938 Chapront
3938 Chapront è un asteroide della fascia principale. Scoperto nel 1949, presenta un'orbita caratterizzata da un semiasse maggiore pari a 2,4891750 UA e da un'eccentricità di 0,0414688, inclinata di 2,08413° rispetto all'eclittica.